# Santander (departement)
Santander is een departement in het noorden van Colombia. De hoofdstad van het departement is de stad Bucaramanga. Er wonen ongeveer 2 miljoen mensen in het departement (2005), dat gelegen is in de Cordillera Oriental.
In 1857 werd Santander een van de deelstaten van de Verenigde Staten van Colombia. Bij het afschaffen van deze federatie in 1886 werd Santander een departement. In 1910 werd hiervan het departement Norte de Santander afgescheiden.

## Bestuurlijke indeling
Het departement is ingedeeld in zes provincies (Comunea, Garcia Rovira, Guanetá, Mares, Soto en Vélez) en 87 gemeenten.
| Gemeente               | Inwoners |
| ---------------------- | -------- |
| Aguada                 | 1.817    |
| Albania                | 4.300    |
| Aratoca                | 8.285    |
| Barbosa                | 25.768   |
| Barichara              | 7.063    |
| Barrancabermeja        | 187.311  |
| Betulia                | 5.244    |
| Bolívar                | 12.858   |
| Bucaramanga            | 549.263  |
| Cabrera                | 1.874    |
| California             | 1.783    |
| Capitanejo             | 5.988    |
| Carcasí                | 5.073    |
| Cepitá                 | 1.984    |
| Cerrito                | 6.187    |
| Charalá                | 11.119   |
| Charta                 | 3.209    |
| Chima                  | 3.273    |
| Chipatá                | 4.972    |
| Cimitarra              | 32.124   |
| Concepción             | 5.738    |
| Confines               | 2.705    |
| Contratación           | 3.904    |
| Coromoro               | 6.110    |
| Curití                 | 11.343   |
| El Carmen de Chucurí   | 18.103   |
| El Guacamayo           | 2.256    |
| El Peñón               | 5.472    |
| El Playón              | 12.880   |
| Encino                 | 2.668    |
| Enciso                 | 3.894    |
| Florián                | 6.273    |
| Floridablanca          | 252.472  |
| Galán                  | 2.903    |
| Gámbita                | 3.841    |
| Girón                  | 135.531  |
| Guaca                  | 6.780    |
| Guadalupe              | 5.415    |
| Guapotá                | 2.229    |
| Guavatá                | 4.283    |
| Güepsa                 | 4.200    |
| Hato                   | 2.358    |
| Jesús María            | 3.390    |
| Jordán                 | 1.140    |
| La Belleza             | 6.838    |
| La Paz                 | 5.442    |
| Landázuri              | 13.143   |
| Lebrija                | 30.984   |
| Los Santos             | 10.614   |
| Macaravita             | 2.640    |
| Málaga                 | 18.343   |
| Matanza                | 5.689    |
| Mogotes                | 10.664   |
| Molagavita             | 5.303    |
| Ocamonte               | 4.877    |
| Oiba                   | 10.815   |
| Onzaga                 | 5.527    |
| Palmar                 | 2.015    |
| Palmas del Socorro     | 2.391    |
| Páramo                 | 3.643    |
| Piedecuesta            | 116.914  |
| Pinchote               | 3.740    |
| Puente Nacional        | 14.243   |
| Puerto Parra           | 6.462    |
| Puerto Wilches         | 31.058   |
| Rionegro               | 26.768   |
| Sabana de Torres       | 19.448   |
| San Andrés             | 9.480    |
| San Benito             | 3.844    |
| San Gil                | 42.988   |
| San Joaquín            | 2.862    |
| San José de Miranda    | 4.731    |
| San Miguel             | 2.592    |
| San Vicente de Chucurí | 28.084   |
| Santa Bárbara          | 2.271    |
| Santa Helena del Opón  | 4.329    |
| Simacota               | 8.744    |
| Socorro                | 28.758   |
| Suaita                 | 9.969    |
| Sucre                  | 8.998    |
| Suratá                 | 3.565    |
| Tona                   | 6.651    |
| Valle de San José      | 5.082    |
| Vélez                  | 19.265   |
| Vetas                  | 1.709    |
| Villanueva             | 6.808    |
| Zapatoca               | 9.255    |

| Detailkaart |
| ----------- |
|             |
| Gemeenten   |
|             |
| Provincies  |